# Live in Madrid (EP)
Live in Madrid és un EP en directe de la banda anglesa Coldplay. Es va enregistrar en el concert realitzat el 26 d'octubre de 2011 a la plaça de toros de Las Ventas de Madrid. L'esdeveniment estigué patrocinat per "American Express Unstaged" i es pogué veure en directe via YouTube, superant els 20 milions de streams en directe. Inicialment estigué disponible en forma de descàrrega digital gratuïta exclusivament mitjançant el servei Google Music. Un mes després, Google Music va publicar un segon format amb menys cançons pel qual s'havia de pagar.

## Llista de cançons
Totes les cançons foren escrites i compostes per Guy Berryman, Jonny Buckland, Will Champion i Chris Martin. 
| Núm.          | Títol                            | Durada |
| ------------- | -------------------------------- | ------ |
| 1.            | «Every Teardrop Is a Waterfall»  | 4:38   |
| 2.            | «Violet Hill»                    | 3:43   |
| 3.            | «God Put a Smile Upon Your Face» | 4:51   |
| 4.            | «Charlie Brown»                  | 5:01   |
| 5.            | «Paradise»                       | 4:51   |
| 6.            | «Clocks»                         | 4:57   |
| 7.            | «Paradise» (Tiësto Remix)        | 4:44   |
| Durada total: | Durada total:                    | 33:15  |

### Google Music (Versió 2)
| Núm.          | Títol                            | Durada |
| ------------- | -------------------------------- | ------ |
| 1.            | «Violet Hill»                    | 3:43   |
| 2.            | «God Put a Smile Upon Your Face» | 4:51   |
| 3.            | «Charlie Brown»                  | 5:01   |
| 4.            | «Paradise»                       | 4:51   |
| 5.            | «Clocks»                         | 4:57   |
| Durada total: | Durada total:                    | 23:38  |